# جيبسي بونافينا
جيبسي بونافينا (1958 - 27 فبراير 2021) ممثلة ومغنية أرجنتينية. لعبت دور في فيلم أمابولا من بين آخرين.
توفيت بونافينا في بوينس آيرس بسبب السرطان في 27 فبراير 2021 عن عمر يناهز 63 عامًا.